# 히로인 실격
《히로인 실격》(일본어: ヒロイン失格 히로인싯카쿠[*])은 코다 모모코의 만화 작품이다.

## 줄거리
여자는 누구든지 자신이 연애 이야기의 히로인(여주인공)이 되는 것을 꿈꾸는 것이다.
고등학생 마츠자키 하토리는 소꿉친구이면서 같은 고등학교에 다니는 테라사카 리타를 짝사랑하고 있다.
리타는 그 단정한 외모로부터 여자들에게 상당히 인기를 받으며 이제까지 여러 여자와 사귀어왔지만 대부분이 길게 이어가지 않았다.
하토리는 리타가 여러 여자와 사귀어도 그녀들은 어디까지나 조연이며 리타가 마지막으로 고르는 그녀는 하타리이며 ‘리타의 히로인은 반드시 나야’라고 근거 없는 자신감을 갖고 있다.
하지만 현실은 그렇게 쉽지 않다.
어느날, 아다치 미호가 불량 학생들에게 괴롭힘 당하는 것을 리타가 도와주며 그것을 계기로 리타와 미호는 사귀기 시작한다.
미호는 수수하며 소극적인 성격이였는데 하토리는 처음에 “새로운 조연이 한명 줄었을 뿐”이라며 하찮게 봤지만 ‘나는 테라사키 리타가 지금까지 사귀어온 그녀들 같이 테라사키 리타와 바로 끝나고 싶지 않다. 긴 안목으로 보고 마지막에 나를 골라줬으면 좋다’라는 발언을 듣고 미호가 리타에 대해서 자신과 똑같이 생각하고 있는 것을 알고 ‘리타의 진실된 히로인은 자신(하토리)’이라는 절대적인 자신감이 급속도로 무너지기 시작했다.
캐치 프레이지는 ‘나를 좋아하는 사람이. 내가 좋아하는 사람인가.’

## 등장인물
마츠자키 하토리
주인공. 리타의 소꿉친구.
테라사카 리타
하토리의 소꿉친구.
아다치 미호
리타의 여자친구.
나카지마 쿄코
하토리의 친구.
히로미츠 코스케
농구부 소속.

히로ㄹ 모에
코스케의 사촌.

## 서지 정보
일본
- 코다 모모코 《헤로인 실격》 슈에이샤 〈마거리트 코믹스〉 전 10권
  1. 2010년 8월 25일 발매, ISBN 978-4-08-846560-9
  2. 2010년 12월 24일 발매, ISBN 978-4-08-846606-4
  3. 2011년 4월 25일 발매, ISBN 978-4-08-846646-0
  4. 2011년 8월 25일 발매, ISBN 978-4-08-846689-7
  5. 2011년 12월 22일 발매, ISBN 978-4-08-846730-6
  6. 2012년 3월 23일 발매, ISBN 978-4-08-846757-3
  7. 2012년 6월 25일 발매, ISBN 978-4-08-846788-7
  8. 2012년 10월 25일 발매, ISBN 978-4-08-846846-4
  9. 2013년 2월 25일 발매, ISBN 978-4-08-846895-2
  10. 2013년 5월 24일 발매, ISBN 978-4-08-845045-2

대한민국
- 학산문화사 〈메이퀸 코믹스〉 전 10권
  1. 2012년 10월 25일 발매, ISBN 9788925882512
  2. 2012년 12월 25일 발매, ISBN 9788925882536
  3. 2013년 1월 25일 발매, ISBN 9788925888231
  4. 2013년 5월 25일 발매, ISBN 9788925898933
  5. 2013년 8월 25일 발매, ISBN 9788925898940
  6. 2013년 10월 25일 발매, ISBN 9788968311857
  7. 2013년 12월 25일 발매, ISBN 9788968317347
  8. 2014년 4월 25일 발매, ISBN 9791155970393
  9. 2014년 8월 25일 발매, ISBN 9791155970409
  10. 2014년 11월 25일 발매, ISBN 9791155974520

## 영화
2015년 9월 19일, 일본에서 공개되었다. 감독은 하나부사 츠토무. 주연은 키리타니 미레이.

### 캐스트

#### 주연
- 마츠자키 하토리 - 키리타니 미레이
- 테라사카 리타 - 야마자키 켄토
- 히로미츠 코스케 - 사카구치 켄타로

#### 조연
- 나카지마 쿄코 - 후쿠다 아야노
- 아다치 미호 - 와가츠마 미와코
- 에미 - 타카하시 메리준
- 리타의 엄마 - 하마다 마리
- 학교식당 주방장 - 타케우치 리키
- 나카오 아키라
- 야나기사와 신고
- 록카쿠 세이지

### 스태프
- 감독 - 하나부사 츠토무
- 각본 - 요시다 에리카
- 음악 - 요코야마 마사루
- 주제가 - 니시노 카나 〈취급 설명서〉 (SME Records)
- 제너럴 프로듀서 - 오쿠다 세이지
- 이그제큐티브 프로듀서 - 카도야 다이스케
- 프로듀서 - 이토 타쿠야, 우다가와 야스시
- 촬영 - 코마츠 타카시
- 편집 - 사가라 나오이치로
- 라인 프로듀서 - 마토바 아스카
- 배급 - 워너 브라더스 영화
- 제작 프로덕션 - dub
- 기획·제작 간사 - 닛폰 TV
- 제작 - 〈헤로인 실격〉 제작 위원회